# 獅灘節孝牌坊
獅灘節孝牌坊，位於重慶市合川獅灘鄉場鎮內，修建於乾隆四十六年（1781年），是一座節孝牌坊。旌表牌坊是中國社會中特有的表揚性建築，藉以教化人心，多建在舊時的官道。坊主是儒士徐珏之妻陳氏，年25歲，夫卒，遺一子學禮甫2歲，家徒壁立，陳氏勤十指，備嘗辛苦，教子入國學，苦節六十一年，壽八十四卒。

## 牌坊文字
該牌坊文字風化嚴重，許多文字已泐，僅中上下匾部分文字可辨認，但殘缺不全。
- 上匾
  - 第一行：……太子太保兵部尚書兼理都察院右都御史總督四川等處……
  - 第二行：……表故儒士徐珏之妻……
- 下匾
  - 第01列：欽命四川等處……
  - 第02列：使司布政……
  - 第03列：欽命四川等處……
  - 第04列：使司按察使……
  - 第05列：欽命四川分巡川……
  - 第06列：道……
  - 第07列：特授重慶府……
  - 第08列：重慶府合州……
  - 第09列：重慶府合州……
  - 第10列：署合州……
  - 第11列：重慶府合……
  - 第12列：節婦陳氏故儒士徐珏
  - 第13列：之妻太學……
  - 第14列：母也年十九………十
  - 第15列：五………
  - 第16列：意………
  - 第17列：義方………
  - 第18列：貞………
  - 第19列：中………
  - 第20列：悉其………
  - 第21列：旨建旌………
  - 第22列：大清乾隆四十六年辛丑
  - 第23列：歲孟冬上浣…………立